# Il bagno turco (Ingres)
Il bagno turco (Le Bain turc) è un dipinto (diametro 108 cm) del pittore Jean-Auguste-Dominique Ingres, probabilmente fra i più noti dell'artista, realizzato nel 1862. Definito uno dei dipinti più "intensamente personali" di Ingres, nonché una "sintesi di tutte le esperienze che (Ingres) aveva iniziato sessant'anni prima". Il bagno turco viene spesso considerato fra le sue opere più mature.

## Storia

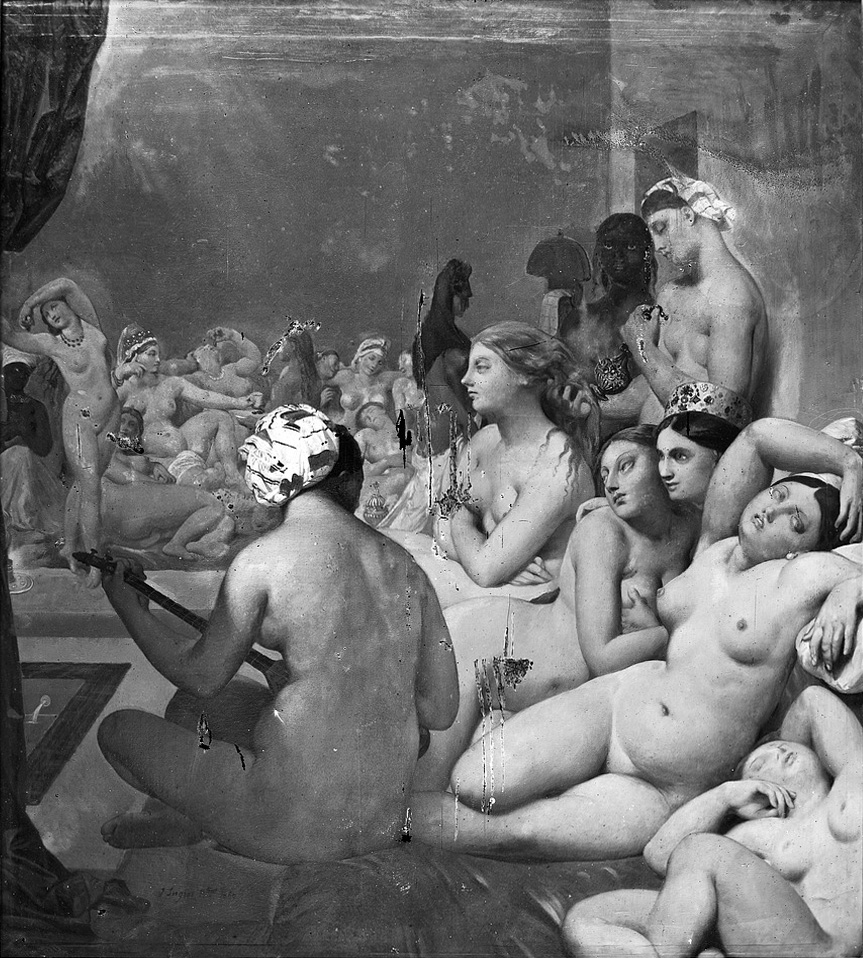
Una fotografia di Charles Marville che mostra l'opera prima della trasformazione in tondo, nel 1859.

Abbozzata nel 1852 circa, l'opera venne terminata alla fine del 1859, prima di essere rimaneggiata e riconfigurata in seguito. Era un ottantaduenne l'uomo che firmava questo dipinto erotico non senza una certa malizia, perché scrisse con fierezza AETATIS LXXXII ("dell'età di 82 anni"). Qualche anno dopo, prima della morte nel 1867, dichiarò di sentire ancora "tutto il fuoco di un uomo di trent'anni".
Due fotografie scattate nel 1859, una da un fotografo anonimo e l'altra da Charles Marville, mostrano lo stato dell'opera prima della sua trasformazione in un tondo. Diverse sono le modifiche, tra cui l'odalisca con le braccia in alto che si sdraia in primo piano (la cui modella per il corpo fu la prima moglie del pittore), che cambiò la posizione delle braccia.
Originariamente di forma rettangolare, il dipinto venne terminato nel 1862 dopo oltre tre anni di lavoro. Il suo primo committente fu il principe Napoleone che lo restituì al pittore poco tempo dopo, dato che sua moglie lo trovava "poco conveniente". Successivamente l'opera venne trasformata in un tondo e vennero aggiunti nuovi particolari, quali la bagnante coricata nella vasca e il tavolo imbandito sullo sfondo. Dopo essere appartenuta all'ambasciatore turco Halil Bey, che la acquistò nel 1865 per ventimila franchi, l'opera passò a nuovi acquirenti fino al 1911, anno in cui entrò a far parte della collezione del Louvre.
Infatti, fu dopo un'offerta di acquisto delle collezioni nazionali dei musei di Monaco che il Louvre l'accettò nelle sue collezioni, grazie a un dono della società degli amici del Louvre, alla quale il mecenate Maurice Fenaille prestò per tre anni, senza interessi, una somma di 150000 franchi. Edgar Degas chiese che questo dipinto fosse esposto all'esposizione universale. Questa dichiarazione in seguito suscitò delle reazioni contrastanti: Paul Claudel arriverà a definire l'opera una "torta di vermi".

## Descrizione

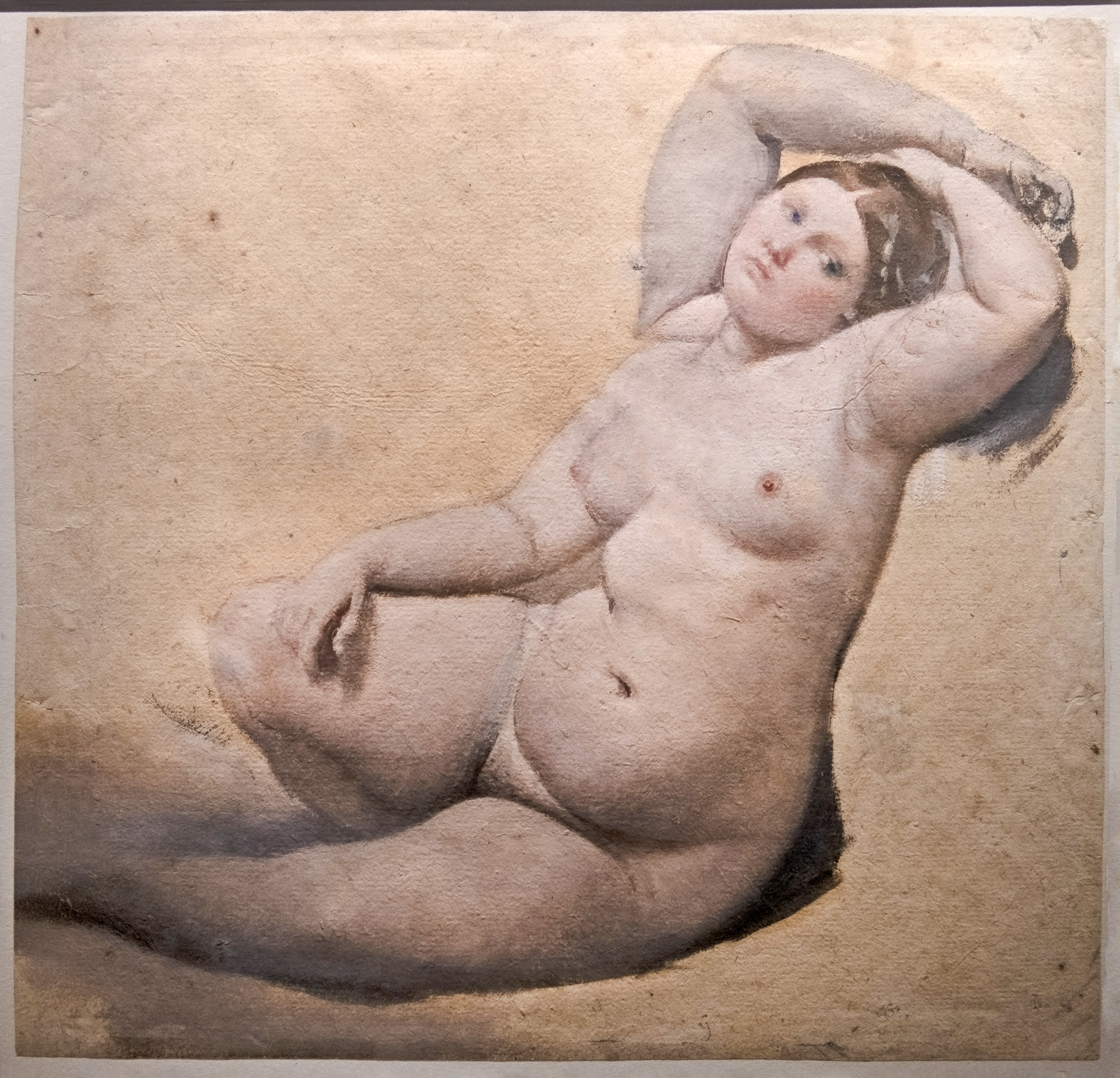
Uno studio del 1815 circa che ritrae una donna con tre braccia, riutilizzato anni dopo per il Bagno turco.

Come suggerito dal titolo, Il bagno turco raffigura un harem luminoso dove numerose odalische completamente nude si rilassano. Esse, che si presentano monumentali ed emotive, contribuiscono a generare un'atmosfera intima, sensuale, ed evocativa. Oltre a rendere unitario il dipinto e a valorizzare le rotondità delle donne, la forma circolare del dipinto simula, secondo le intenzioni dell'artista, uno spioncino finalizzato a stimolare il lato voyeuristico dello spettatore. Il dipinto è noto per i suoi colori fini, soprattutto quelli della pelle molto chiara delle donne che riposano intimamente nell'area del bagno. La figure hanno delle forme quasi sinuose, a tal punto che alcune sembrano non avere uno scheletro.
Il dipinto cita diverse opere e studi realizzati da Ingres lungo la sua carriera: la bagnante voltata di schiena in primo piano è pressoché identica alla Bagnante di Valpinçon (1808); la donna con le braccia alzate all'estrema destra è ripresa da uno studio a olio (1815 circa) in cui venne presa a modello la prima moglie del pittore Madeleine; quella accanto con la chéchia in testa potrebbe avere l'aspetto della seconda moglie del pittore (già ritratta in precedenza nel dipinto Ritratto di Madame Ingres del 1859); quella in secondo piano con la mano sul volto condivide la posa di Madame Moitessier; la donna al centro che si fa cospargere i capelli di incenso ha il volto di Adèle Maizony de Lauréal (la cugina di Madeleine Chapelle, della quale il pittore si era invaghito in gioventù), mentre la donna coricata a destra con le braccia incrociate ha il viso identico a quello di un angelo presente nell'opera Il voto di Luigi XIII (1824). L'opera è inoltre frutto delle impressioni che Ingres ebbe leggendo una lettera di Lady Montagu (qui raffigurata in primo piano con la testa coronata da una chéchia):
Contrariamente a Eugène Delacroix che visitò un harem algerino, Ingres non viaggiò mai in Africa o in Medio Oriente, e le sue cortigiane hanno delle fattezze più caucasiche ed europee che mediorientali o africane. Per Ingres il tema orientale era innanzitutto un pretesto per raffigurare il nudo femminile in un contesto passivo e sensuale. Gli elementi esotici sono pochi e sparsi nella composizione: strumenti musicali, un incensiere e alcuni ornamenti.